# Frank Eveslage
Frank Eveslage (* 21. Februar 1950 in Ost-Berlin) ist ein deutscher Wirtschaftswissenschaftler und ehemaliger Vizepräsident für Haushalt der Humboldt-Universität zu Berlin.
Nach dem Studium der Wirtschaftswissenschaften an der Humboldt-Universität arbeitete Eveslage von 1974 bis zu seiner Promotion 1977 als wissenschaftlicher Assistent. Von 1978 bis 1983 war der Stadtrat für Finanzen in Berlin-Marzahn, im Anschluss Leiter der Abteilung Finanzen des Ministeriums für Hoch- und Fachschulwesen der DDR. 1990 wurde er stellvertretender Minister für Bildung und Wissenschaft. Von 1991 bis 1998 war Eveslage Leiter der Haushaltsabteilung der Humboldt-Universität, seit 1994 zudem Stellvertreter des Kanzlers.
1999 wurde er amtierender Kanzler, seit der Umstellung auf eine präsidiale Verfassung der Universität ist er seit 2000 Vizepräsident für Haushalt, Technik und Personal. Seine Amtszeit wäre im Sommer 2010 geendet, aufgrund der Anfechtung der Wahl der gewählten Nachfolgerin Ulrike Gutheil und nach deren Ablehnung des Amtes war Eveslage bis Dezember 2011 Vizepräsident.